# 大分信用金庫
大分信用金庫（おおいたしんようきんこ）は、大分県大分市に本店を置く信用金庫である。シンボルマークは矢車草を採用している。

## 店舗
主に大分市内を中心に別府市・津久見市に展開しているほか、経営破綻した臼杵・佐伯の各信用金庫の事業を譲り受けたことにより臼杵市・佐伯市にもエリアが広がっている。このうち大分市・別府市では大分みらい信用金庫と競合している。

## 沿革
- 1922年11月 - 有限責任大分信用組合として設立。
- 1951年12月 - 信用金庫法に基づき、大分信用金庫となる。
- 2002年02月 - 臼杵信用金庫より事業の全部を譲り受ける。
- 2002年06月 - 佐伯信用金庫より事業の全部を譲り受ける。
- 2023年08月21日 - この日から磁気の影響を受けにくい新しい通帳（Hi-Co通帳）を取扱開始した(Hi-Co通帳に対応していない信用金庫ATMではHi-Co通帳は使えない。)[1]。